# Верхня Маза (Ульяновська область)
Верхня Маза (рос. Верхняя Маза) — село в Радищевському районі Ульяновської області Російської Федерації.
Населення становить 993 особи. Входить до складу муніципального утворення Октябрське сільське поселення.

## Історія
Населений пункт розташований на території українського культурного та етнічного краю Жовтий Клин.
Від 2004 року входить до складу муніципального утворення Октябрське сільське поселення.

## Населення
| 2010 |
| ---- |
| 993  |